# レーデン (オランダ)
レーデン（オランダ語: Rheden [ˈreːdə(n)] ( 音声ファイル)）は、オランダのヘルダーラント州にある基礎自治体（ヘメーンテ）である。

## 集落

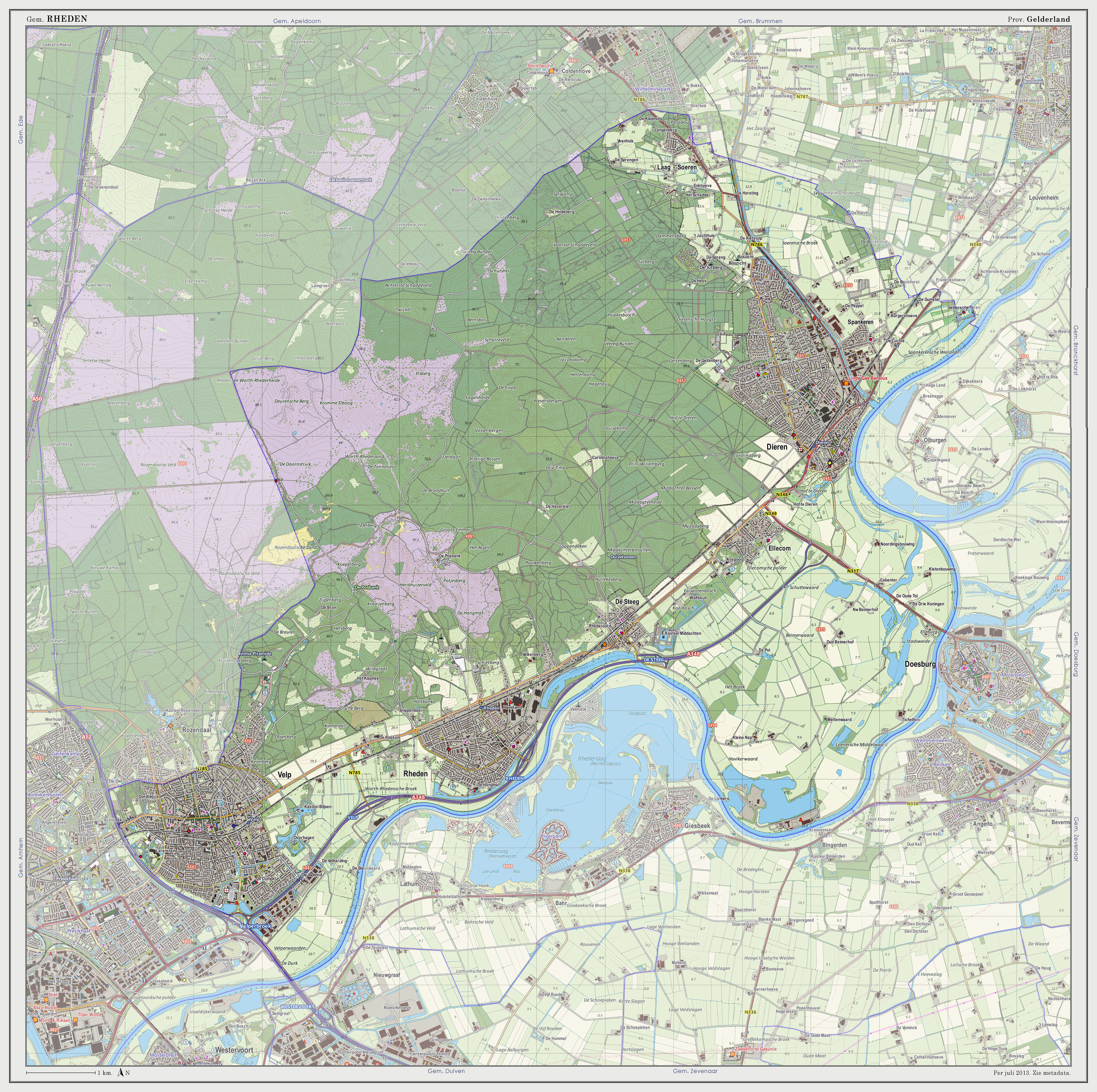
2013年時点でのレーデン

括弧内は2013年1月1日時点での各村落の人口である。
- フェルプ（英語版） (17,723)
- ディーレン（英語版） (14,340)
- レーデン（オランダ語版） (7,614)
- デ・ステーハ（英語版） (1,122)
- エレコム（オランダ語版） (1,104)
- スパンケーレン（オランダ語版） (958)
- ラーハ・スーレン（オランダ語版） (835)

## 交通
- 鉄道駅：ディーレン駅（英語版）、レーデン駅（英語版）、フェルプ駅（英語版）

## 出身人物
- エリック・ブロイキンク - 自転車選手
- ハンス・ファン・デン・ブルーク（英語版） - 元外務大臣
- シモン・カルミッヘルト（英語版） - 作家
- ルイ・クペールス - 作家
- エリック・プロペル（英語版） - 情報科学者

## その他
- ガゼル（英語版）社の工場がディーレンに存在する。

## 妹都市
- ドイツニーダーザクセン州ブルグドルフ（英語版）
- チェコヘプ

## 外部リン ク
- Official Website